# Ocupación del Perú durante la guerra del Pacífico
La ocupación del Perú durante la Guerra del Pacífico por el Gobierno de Chile se inició el 2 de noviembre de 1879, con el comienzo de la campaña de Tarapacá. El Ejército de Chile derrotó al Ejército del Perú y ocupó los territorios del sur peruano —Tarapacá, Arica y Tacna—. Para enero de 1881, el ejército chileno había llegado a Lima y el 17 de enero del mismo año comenzó su ocupación militar.
La ocupación llegó a su fin tras la firma del Tratado de Ancón el 20 de octubre de 1883, con la retirada de las tropas chilenas el 29 de octubre. Sin embargo, las fuerzas chilenas continuaron ocupando y administrando Tarata hasta 1925, mientras que el acuerdo final entre los dos países sobre Tacna y Arica se alcanzó en 1929.

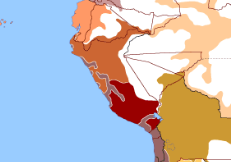
Peru partido en dos con Caceres gobernando en el sur, Iglesias en el norte y en color violeta están las areas invadidas por el ejercito de Chile. Los territorios en blanco no están controlados por algún pais en especifico sino que están inexplorados y en disputa.

## Fondo
El 5 de abril de 1879 se declaró oficialmente el estado de guerra entre Chile y Perú, iniciándose enfrentamientos militares entre ambos estados. Debido a la pérdida de Bolivia de su Departamento del Litoral por las fuerzas de ocupación chilenas y la consiguiente pérdida de acceso al Océano Pacífico, el 26 de marzo de 1879, Hilarión Daza ofreció formalmente cartas de marca a cualquier barco dispuesto a luchar por Bolivia. A pesar de esto, la armada chilena llevó a cabo una exitosa campaña naval contra el Perú, lo que le aseguró el control de los mares.

## Ocupación de Tarapacá, Tarata y Tacna
La campaña de Tarapacá comenzó en la madrugada del 2 de noviembre de 1879. Un bombardeo marítimo y posterior desembarco en Pisagua resultó exitoso para las tropas chilenas, quienes rápidamente ocuparon la ciudad y la establecieron como base para continuar la invasión hacia el norte. El general peruano Juan Buendía, quien estaba al mando del Ejército Aliado del Sur en Tarapacá, quedó en una posición difícil. Pisagua e Iquique eran sus vías de comunicación, y desde mayo Iquique estaba bloqueada, la liberación de Pisagua se convirtió entonces en su principal objetivo. Buendía salió de Iquique el 5 de noviembre con destino a Agua Santa, donde se reunirían sus fuerzas, desde aquí marchó a Porvenir, antes de trasladarse al norte para unirse a Hilarión Daza. Sin embargo, el avance chileno resultó exitoso, ya que las tropas peruanas y las tropas chilenas pronto se vieron luchando el 19 de noviembre en la batalla de San Francisco.
Como resultado de la batalla antes mencionada, ambos bandos sufrieron muchas bajas y las tropas peruanas pronto se retiraron a la cercana Tarapacá. Sin embargo, el avance chileno continuó y se reanudó la lucha en la batalla homónima, donde las tropas defensoras se vieron victoriosas y las tropas chilenas se vieron obligadas a retirarse. La victoria, sin embargo, no tuvo efecto en la campaña general. Los aliados partieron de Tarapacá, retirándose por el noroeste hasta Arica en la costa, avanzando por la zona cercana a las montañas para evitar el ataque de la caballería chilena. Marcharon durante veinte días a costa de seis bajas. Por lo tanto, a pesar de la derrota, Chile aseguró la provincia de Tarapacá. Esta ocupación de las provincias del sur del país tuvo éxito en que Chile pudo llevar a cabo sus planes de usarlas como palanca contra el gobierno peruano durante la guerra, concediendo la mayor parte del territorio a Chile, mientras que Tacna, casi en su totalidad, retornó al Perú

## Ocupación de Lima

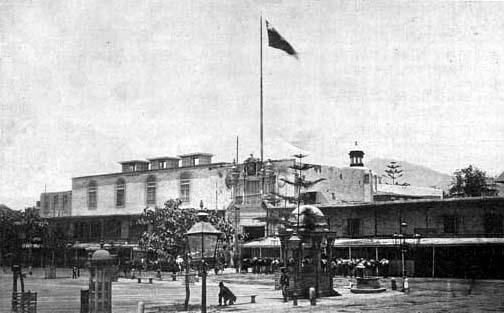
Palacio de Gobierno del Perú según foto tomada la tarde del 18 de enero de 1881, en la parte superior se aprecia la bandera de Chile durante la ocupación de Lima por el ejército chileno.

Luego del éxito en Tarapacá y la Expedición Lynch en el norte de Perú, a fines de 1880 comenzó una campaña para tomar Lima, con desembarcos anfibios en la costa peruana. A principios de 1881, los combates habían llegado a las afueras de la capital y, tras el éxito chileno en Chorrillos y Miraflores, comenzó la ocupación de Lima en enero de 1881, con tropas chilenas tomando la capital y estableciendo una administración militar con sede en el Palacio de Gobierno.
Los informes de destrucción y saqueo chilenos dieron como resultado una reunión entre los diferentes poderes de observación, concluyendo que tal evento no estaría permitido en Lima propiamente dicha. Si el ejército chileno hubiera destruido y saqueado el distrito de Lima como lo había hecho en Barranco, Chorrillos y Miraflores, las potencias observadoras habrían utilizado su poder militar en forma de bombardeo de la ciudad contra el ejército ocupante.
En ausencia de un presidente peruano que estuviera dispuesto a aceptar sus términos de paz, el 22 de febrero de 1881, los chilenos permitieron que un cabildo abierto de notables fuera de Lima eligiera a Francisco García Calderón como presidente, permitiéndole también formar y armar dos batallones de infantería compuestos por 400 hombres cada uno, así como dos pequeños escuadrones de caballería para dar más consistencia al gobierno provisional.
En ese momento, el Secretario de Estado de los Estados Unidos, James G. Blaine, que vio la guerra como una inadmisible intervención del capital británico en la esfera de influencia de los Estados Unidos, esbozó una nueva política en junio de 1881 revirtiendo la política de los Estados Unidos de neutralidad previa para la negación de cualquier anexión territorial. El 26 de junio de 1881, Estados Unidos reconoció a García Calderón como presidente del Perú y a su gobierno de La Magdalena. Debido a la negativa de García Calderón a aceptar las condiciones de paz chilenas, que implicaban la cesión de Tarapacá y Arica a Chile, fue puesto bajo arresto por los chilenos, sucediéndole Lizardo Montero como presidente provisional del Perú.
A pesar de una administración relativamente pacífica en comparación con la destrucción en Barranco, Chorrillos y Miraflores, la ciudad de Lima fue saqueada por fuerzas chilenas, como en el caso de la Biblioteca Nacional del Perú. Después de la ocupación, Chile desvió parte de sus esfuerzos de guerra para aplastar la resistencia mapuche en el sur, con algunos de sus equipos militares capturados al Ejército del Perú, así como a civiles. Tropas chilenas provenientes de Perú ingresaron a la Araucanía donde en 1881 derrotaron el último gran levantamiento mapuche.

## Fin de la ocupación
La ocupación llegó a su fin tras la firma del Tratado de Ancón el 20 de octubre de 1883, retirándose las tropas chilenas seis días después, el 29 de octubre. El tratado cedió incondicionalmente Tarapacá a Chile, mientras que la situación en Tacna y Arica —para entonces conocidas en el Perú como las provincias cautivas— iba a ser determinada por un plebiscito, que nunca se llevó a cabo.
En 1925, el disputado departamento de Tarata fue cedido a Perú, mientras que en 1929 se llegó a un acuerdo final entre los dos países con respecto a Tacna y Arica, con la mayor parte de Tacna regresando a Perú y Arica siendo cedida a Chile.

## Situación frente al exterior
Diplomáticos del Reino de España fueron enviados al Perú bajo ocupación militar, para firmar un acuerdo con Chile en 1883, que restablecía las relaciones entre ambos países rotas desde la guerra hispano-sudamericana (1864-1866), el gobierno del Perú ya se había mostrado contrario en 1868 al restablecimiento de las relaciones hispano-chilenas antes de las hostilidades por la Guerra del Pacífico. España indirectamente mostró apoyo a Chile en su expansión territorial por sobre suelo peruano, al reconocer la protección de comerciantes españoles a las víctimas chilenas del combate naval de Iquique.